# Australian Open 1993
De 81e editie van het Australische grandslamtoernooi, het Australian Open 1993, werd gehouden van 18 tot en met 31 januari 1993. Voor de vrouwen was het de 67e editie. Het werd in het Flinders Park te Melbourne gespeeld.
Het toernooi van 1993 trok 322.074 toeschouwers.

## Belangrijkste uitslagen
Mannenenkelspel

Finale:  Jim Courier (VS) won van  Stefan Edberg (Zweden) met 6-2, 6-1, 2-6, 7-5  
Vrouwenenkelspel

Finale: Monica Seles (Joegoslavië) won van Steffi Graf (Duitsland) met 4-6, 6-3, 6-2 
Mannendubbelspel

Finale: Danie Visser (Zuid-Afrika) en Laurie Warder (Australië) wonnen van John Fitzgerald (Australië) en Anders Järryd (Zweden) met 6-4, 6-3, 6-4
Vrouwendubbelspel

Finale: Gigi Fernández (VS) en Natallja Zverava (Wit-Rusland) wonnen van Pam Shriver (VS) en Elizabeth Smylie (Australië) met 6-4, 6-3
Gemengd dubbelspel

Finale: Arantxa Sánchez Vicario (Spanje) en Todd Woodbridge (Australië) wonnen van Zina Garrison-Jackson (VS) en Rick Leach (VS) met 7-5, 6-4
Meisjesenkelspel

Finale: Heike Rusch (Duitsland) won van Andrea Glass (Duitsland) met 6-1, 6-2
Meisjesdubbelspel

Finale: Joana Manta (Zwitserland) en Ludmila Richterová (Tsjechië) wonnen van Åsa Carlsson (Zweden) en Cătălina Cristea (Roemenië) met 6-3, 6-2
Jongensenkelspel

Finale: James Baily (VK) won van Steven Downs (Nieuw-Zeeland) met 6-3, 6-2
Jongensdubbelspel

Finale: Lars Rehmann (Duitsland) en Christian Tambue (Duitsland) wonnen van Scott Humphries (VS) en Jimmy Jackson (VS) met 6-7, 7-5, 6-2
1905 · 1906 · 1907 · 1908 · 1909 · 1910 · 1911 · 1912 · 1913 · 1914 · 1915 · 1916–1918 · 1919 · 1920 · 1921 · 1922 · 1923 · 1924 · 1925 · 1926 · 1927 · 1928 · 1929 · 1930 · 1931 · 1932 · 1933 · 1934 · 1935 · 1936 · 1937 · 1938 · 1939 · 1940 · 1941–1945 · 1946 · 1947 · 1948 · 1949 · 1950 · 1951 · 1952 · 1953 · 1954 · 1955 · 1956 · 1957 · 1958 · 1959 · 1960 · 1961 · 1962 · 1963 · 1964 · 1965 · 1966 · 1967 · 1968
↓ open tijdperk ↓
1969 (m-v-md-vd-gd) · 1970 (m-v-md-vd) · 1971 (m-v-md-vd) · 1972 (m-v-md-vd) · 1973 (m-v-md-vd) · 1974 (m-v-md-vd) · 1975 (m-v-md-vd) · 1976 (m-v-md-vd) · jan 1977 (m-v-md-vd) · dec 1977 (m-v-md-vd) · 1978 (m-v-md-vd) · 1979 (m-v-md-vd) · 1980 (m-v-md-vd) · 1981 (m-v-md-vd) · 1982 (m-v-md-vd) · 1983 (m-v-md-vd) · 1984 (m-v-md-vd) · 1985 (m-v-md-vd) · 1986 · 1987 (m-v-md-vd-gd) · 1988 (m-v-md-vd-gd) · 1989 (m-v-md-vd-gd) · 1990 (m-v-md-vd-gd) · 1991 (m-v-md-vd-gd) · 1992 (m-v-md-vd-gd) · 1993 (m-v-md-vd-gd) · 1994 (m-v-md-vd-gd) · 1995 (m-v-md-vd-gd) · 1996 (m-v-md-vd-gd) · 1997 (m-v-md-vd-gd) · 1998 (m-v-md-vd-gd) · 1999 (m-v-md-vd-gd) · 2000 (m-v-md-vd-gd) · 2001 (m-v-md-vd-gd) · 2002 (m-v-md-vd-gd) · 2003 (m-v-md-vd-gd) · 2004 (m-v-md-vd-gd) · 2005 (m-v-md-vd-gd) · 2006 (m-v-md-vd-gd) · 2007 (m-v-md-vd-gd) · 2008 (m-v-md-vd-gd) · 2009 (m-v-md-vd-gd) · 2010 (m-v-md-vd-gd) · 2011 (m-v-md-vd-gd) · 2012 (m-v-md-vd-gd) · 2013 (m-v-md-vd-gd) · 2014 (m-v-md-vd-gd) · 2015 (m-v-md-vd-gd) · 2016 (m-v-md-vd-gd) · 2017 (m-v-md-vd-gd) · 2018 (m-v-md-vd-gd) · 2019 (m-v-md-vd-gd)  · 2020 (m-v-md-vd-gd) · 2021 (m-v-md-vd-gd) · 2022 (m-v-md-vd-gd) · 2023 (m-v-md-vd-gd) · 2024 (m-v-md-vd-gd) · 2025 (m-v-md-vd-gd)
Lijst van Australian Openwinnaars